# ديتريش فون فالكنبيرغ
ديتريش فون فالكنبيرغ (بالألمانية: Dietrich von Falkenberg؛ بالسويدية: Dietrich von Falkenberg) هو عسكري سويدي وألماني، ولد في 1580 في Herstelle ‏ في ألمانيا، وتوفي في 20 مايو 1631 في ماغديبورغ في ألمانيا.